# اندیس آنومالی غرب شباش
آنومالی غرب شباش یک اندیس فلزی است که در حوالی شهر سبزوار استان خراسان قرار دارد و مادهٔ معدنی موجود در آن، طلا است.سنگ میزبان این اندیس بازالت‌های سرپانتینیتی شده، بازالت پیلولاوا، گابرو، هارزبورژیت، دونیت و گابروی پگماتیتی است و دیرینگی آن به دوران ائوسن می‌رسد. در این اندیس، پاراژنز‌های طلا و نقره یافت می‌شوند.